# Kurt Lissmann
Kurt Lissmann (* 29. September 1902 in Elberfeld als  Jan Friedrich Lißmann; † 4. Mai 1983 in Wuppertal-Vohwinkel) war ein deutscher Komponist und Chorleiter.

## Leben
Lissmann schloss 1918 die Schule mit der mittleren Reife ab. Bereits mit 17 trat er als Dirigent mit eigenem Kammerorchester auf. Nach einer kaufmännischen Ausbildung, die er mit dem Titel der Höheren Handelsschule abschloss, begann er drei Jahre später ein Musikstudium bei Hermann Inderau und Wilhelm Wiltberger. Lissmann lernte später den Organisten, Pianisten und Komponisten Hubert Pfeiffer kennen. Zum 1. Mai 1933 trat er der NSDAP bei.

## Werk
Liessmann schrieb schwungvolle, oft witzige Unterhaltungsmusik und Kunstlieder mit Klavierbegleitung sowie ernste geistliche Chorsätze und Kantaten mit Orchester. Einige seiner Stücke sind zu Volksliedern geworden. Er schuf mehr als 350 Werke in den unterschiedlichsten Stil-Variationen. Aufgrund seiner beruflichen Erfahrung als Chorleiter konnte er Stimmen und Orchester miteinander harmonieren lassen und wusste, was in einer Aufführung möglich ist.
Künstler wie Heino, Günter Wewel, Stefanie Hertel, Rudolf Schock und Andrea Jürgens interpretierten genauso wie der Tölzer Knabenchor und Die Westfälischen Nachtigallen seine Lieder. Er galt als einer der am häufigsten aufgeführten deutschen Komponisten.

## Auszeichnungen
Für sein Lebenswerk erhielt Lissmann verschiedene Auszeichnungen. Dazu zählen unter anderem die Conradin-Kreutzer-Plakette und das Bundesverdienstkreuz sowie die Dr.-Willy-Engels-Plakette. die Lißmann-Wittmer-Plakette und den Ehrenring des Sängerbundes Nordrhein-Westfalen.
Lissmann war Ehrenmitglied des Fachverbandes Deutscher Berufs-Chorleiter.

## Werke
Einige seiner meistgesungenen Lieder und Chorsätze:
- Feiger Gedanke (nach Goethe)
- Wer recht in Freuden wandern will
- Beim Kronenwirt
- Ging ein Weiblein Nüsse schütteln (Kinderlied)
- „Sonnengesang“ (nach Dante Alighieri)
- O du schöner Rosengarten
- Wenn alle Brünnlein fließen
- Die Birke
- Wer hier mit uns will fröhlich sein
- Der Tanzbodenkönig
- Auf, schenket ein nur reinen Wein
- Mein Mädel hat einen Rosenmund
- Der Wein erfreut des Menschen Herz
- Fahrt zu der Liebsten
- Die Katz, die lässt das Mausen nicht
- Der Rattenfänger
- Und Narren sind wir nicht
- „Komm mit zum Tanze“ (nach Goethe)
- Media vita
- Petruschka
- Weinlied
- Allhier auf grüner Heid
- Maienfahrt
- Lied der Berghirten
- Trojkaglocken
- Sommer
- Vom Menschen